# تشارلز بيتمان (كرة سلة)
تشارلز بيتمان (بالإنجليزية: Charles Pittman)‏ مواليد 23 مارس 1958 في روكي ماونت، هو لاعب كرة سلة أمريكي سابق. بدأ مسيرته الاحترافية في سنة 1982. تم اختياره من قبل فريق فينيكس صنز خلال الدرافت. حمل الرقم 32. يبلغ طوله 6 قدم 8 بوصة (2.0 م). اعتزل اللعب في 1997.

## المسيرة الاحترافية
لعب مع فينيكس صنز من سنة 1983 إلى 1986، ثم لعب مع بالاكانسترو فاريزي في الدوري الإيطالي من سنة 1986 إلى 1989، ثم لعب مع إلان شالون في الدوري الفرنسي من سنة 1994 إلى 1997.

## روابط خارجية
- تشارلز بيتمان على موقع إن بي أي (الإنجليزية)
- تشارلز بيتمان على موقع سبورتس رفرنس (الإنجليزية)
- تشارلز بيتمان على موقع كرة السلة الأوروبية.كوم (الإنجليزية)
- تشارلز بيتمان على موقع كلية كرة السلة في سبورتس رفرنس.كوم (الإنجليزية)
- تشارلز بيتمان على موقع ريلجم (الإنجليزية)
- تشارلز بيتمان على موقع بروبوليرز (الإنجليزية)